# Lancaster (Nowy Jork)
Lancaster – miasto w hrabstwie Erie, w stanie Nowy Jork, w Stanach Zjednoczonych. Miasto liczy ponad 39 tysięcy mieszkańców.
Historia miasta zaczyna się w 1803, kiedy to Holenderska kompania przemysłowa założyła tutaj swój pierwszy campus. Lancaster zostało utworzone w 1833 roku z miasta Clarence. Miasto zostało nazwane prawdopodobnie na cześć dynastii Lancaster, ale nie jest to do dziś pewne. W 1857 z części miasta wydzielono nową miejscowość, o nazwie: Elmy.
Lancaster jest ważnym ośrodkiem edukacyjnym i kulturalnym, znajduje się tutaj duża szkoła średnia z ponad 2 tysiącami studentów. Na terenie miasta położona jest katedra Matki Bożej Różańcowej Polskiego Narodowego Katolickiego Kościoła.